# 趙琛
參數所指定的目標頁面不存在，建議更正成存在頁面或直接建立下列一個頁面（建立前請先搜尋是否有合適的存在頁面可以取代）：
- 趙琛 (順治進士)

赵琛（1899年—1969年），谱名懿琛，字韵逸，浙江省东阳县巍山人。中华民国法学家。

## 生平
赵琛出生于一个书香门第。早年为东阳中学旧制第一届毕业生，后赴日本明治大学学习法律。在浙江同乡会，赵琛结识了沈钧儒等人，并同汤恩伯义结金兰。1924年获硕士学位回国。1925年加入中国国民党。赵琛历任安徽省立法政专门学校、上海私立法政大学、东吴大学法学院、政治大学法学院等校教授。当时，沈钧儒在上海筹办私立法科大学，聘赵琛出任法律系主任。1928年，赵琛在上海与沈均儒等五人组成了联合法律事务所，兼任律师。
1931年九一八事变后，“抵制日货”运动掀起。上海南京路“三友实业社”出售日货，一些青年警告他们将日货限期交出，否则将向该店投炸弹，这些青年遂遭租界巡捕房逮捕，移送江苏上海特区地方法院处理。赵琛为这些青年义务担任律师，在法庭上进行辩护，江苏上海特区地方法院作出了公正判决。上海《申报》、《新闻报》等详细刊载了此事，赵琛由此而闻名。1932年，国民政府改组，孙科任立法院院长，在中华书局看见赵琛的《新刑法原理》等多部著作，很欣赏赵琛。经孙科推荐，国民政府任命赵琛为立法院立法委员，简拔一级（文官中的最高级别）。同时，赵琛在南京的国立中央大学法学院任教授。
1936年，赵琛任南京中央警官学校教授。1935年，赵琛参与制订了《中华民国宪法草案》，起草了《刑事法典》。赵琛负责参与起草的《刑法》由国民政府公布施行，赵琛被称为“刑法权威”。赵琛原来在上海及南京各大专院校任教时撰写的《刑法总则》讲稿，经过多次修订，1940年由商务印书馆出版，成为全中国法律院校教本。1942年，赵琛出任考试院法规委员会委员。1943年，获聘为中央训练团台湾行政干部训练班司法组导师，因起草及考订重要法规有功，获授景星勋章。抗日战争结束后，赵琛获授抗战胜利勋章。
1946年，南京的首都高等法院成立，赵琛任推事兼院长，任内参与审理了汉奸溥侗、殷汝耕、王荫泰、梅思平、周佛海、林柏生等案。
1948年12月，赵琛任司法行政部政务次长。12月29日，趙琛代理司法行政部務。:87621949年4月，赵琛改任广州大学、岭南大学教授。1949年9月赴台湾，任国立台湾大学、陆军大学、军法学校、政工干校教授。1951年1月，任行政院设计委员会委员兼司法组召集人。1952年，任最高法院检察署检察长。
1969年，赵琛逝世。

## 著作
- 《监狱学》
- 《行政法》
- 《少年犯罪之刑事政策》（1939年）
- 《赵琛法学论著选》
- 《新刑法原理》
- 《刑法總則》
- 《刑法分則實用》
- 《行政法總論》
- 《行政法各論》
- 主编《新编最新六法全书》[1]